# Афелін паразитний
Афелін паразитний (Aphelinus mali) — північноамериканська комаха родини хальцидових (Chalcididae) ряду перетинчастокрилих.

## Опис
Паразит кров'яної попелиці — шкідника яблунь. Самка афелінуса відкладає в тіло кров'яних попелиць по одному до 120 яєць. Уражені попелиці чорніють. Личинка афелінуса, вийшовши з яйця, поїдає внутрішні органи попелиці.
За рік афелінус дає 8—10 поколінь.
1926 та 1930 його завезено в СРСР і акліматизовано в усіх місцях поширення кров'яної попелиці, в тому числі в Україні, в результаті чого цього шкідника майже цілком знищено.